# Screen Actors Guild-díj a legjobb női mellékszereplőnek
A legjobb mellékszereplő színésznő kategóriában átadott Screen Actors Guild-díjat az első, 1995-ös díjátadó óta osztják ki minden évben, értékelve a mozifilmek női mellékszereplőit.
A legtöbbször, két alkalommal Kate Winslet vihette el a díjat a kategóriában. A legtöbb, összesen öt darab jelölést Cate Blanchett kapta, amiből egy alkalommal el is nyerte a díjat.

## Győztesek és jelöltek
Győztes színésznő
- – az adott színésznő ugyanezzel a szereppel megnyerte a legjobb női mellékszereplőnek járó Oscar-díjat.
- – az adott színésznő ugyanezzel a szereppel Oscar-jelölést kapott legjobb női mellékszereplő kategóriában.

(MEGJEGYZÉS: Az „Év” oszlop a filmek bemutatási évére utal, a tényleges díjátadó ceremóniát a következő évben rendezték meg.)

### 1990-es évek
| Év                | Színésznő            | Színésznő                       | Szerep                     | Magyar cím               | Eredeti cím           |
| 1994 1. gála      |                      |                                 |                            |                          |                       |
| ----------------- | -------------------- | ------------------------------- | -------------------------- | ------------------------ | --------------------- |
| 1994 1. gála      |                      | Dianne Wiest                    | Helen Sinclair             | Lövések a Broadwayn      | Bullets over Broadway |
| 1994 1. gála      | Jamie Lee Curtis     | Helen Tasker                    | True Lies – Két tűz között | True Lies                |                       |
| 1994 1. gála      | Sally Field          | Mrs. Gump                       | Forrest Gump               | Forrest Gump             |                       |
| 1994 1. gála      | Robin Wright         | Jenifer “Jenny” Curran          | Forrest Gump               | Forrest Gump             |                       |
| 1994 1. gála      | Uma Thurman          | Mia Wallace                     | Ponyvaregény               | Pulp Fiction             |                       |
| 1995 2. gála      |                      |                                 |                            |                          |                       |
|                   | Kate Winslet         | Marianne Dashwood               | Értelem és érzelem         | Sense and Sensibility    |                       |
| Stockard Channing | Ruby McNutt          | Füst                            | Smoke                      |                          |                       |
| Anjelica Huston   | Mary Tyler           | Menekülés az éjszakába          | The Crossing Guard         |                          |                       |
| Mira Sorvino      | Linda Ash            | Hatalmas Aphrodité              | Mighty Aphrodite           |                          |                       |
| Mare Winningham   | Georgia Flood        | Georgia                         | Georgia                    |                          |                       |
| 1996 3. gála      |                      |                                 |                            |                          |                       |
|                   | Lauren Bacall        | Hannah Morgan                   | Tükröm, tükröm             | The Mirror Has Two Faces |                       |
| Juliette Binoche  | Hana                 | Az angol beteg                  | The English Patient        |                          |                       |
| Marisa Tomei      | Monica Warren        | Csillagot az égről              | Unhook the Stars           |                          |                       |
| Gwen Verdon       | Ruth Abanathy        | Marvin szobája                  | Marvin's Room              |                          |                       |
| Renée Zellweger   | Dorothy Boyd         | Jerry Maguire – A nagy hátraarc | Jerry Maguire              |                          |                       |
| 1997 4. gála      |                      |                                 |                            |                          |                       |
|                   | Kim Basinger         | Lynn Bracken                    | Szigorúan bizalmas         | L.A. Confidential        |                       |
| Gloria Stuart     | Rose Calvert         | Titanic                         | Titanic                    |                          |                       |
|                   | Minnie Driver        | Skylar Jackson                  | Good Will Hunting          | Good Will Hunting        |                       |
| Alison Elliott    | Millie Theale        | A galamb szárnyai               | The Wings of the Dove      |                          |                       |
| Julianne Moore    | Amber Waves          | Boogie Nights                   | Boogie Nights              |                          |                       |
| 1998 5. gála      |                      |                                 |                            |                          |                       |
|                   | Kathy Bates          | Libby Holden                    | A nemzet színe-java        | Primary Colors           |                       |
| Brenda Blethyn    | Mari Hoff            | Little Voice                    | Little Voice               |                          |                       |
| Judi Dench        | I. Erzsébet királynő | Szerelmes Shakespeare           | Shakespeare in Love        |                          |                       |
| Rachel Griffiths  | Hilary du Pré        | Hilary és Jackie                | Hilary and Jackie          |                          |                       |
| Lynn Redgrave     | Hanna                | Érzelmek tengerében             | Gods and Monsters          |                          |                       |
| 1999 6. gála      |                      |                                 |                            |                          |                       |
|                   | Angelina Jolie       | Lisa Rowe                       | Észvesztő                  | Girl, Interrupted        |                       |
| Cameron Diaz      | Lotte Schwartz       | A John Malkovich menet          | Being John Malkovich       |                          |                       |
| Catherine Keener  | Maxine Lund          | A John Malkovich menet          | Being John Malkovich       |                          |                       |
| Julianne Moore    | Linda Partridge      | Magnólia                        | Magnolia                   |                          |                       |
| Chloë Sevigny     | Lana Tisdel          | A fiúk nem sírnak               | Boys Don't Cry             |                          |                       |

### 2000-es évek
| Év                   | Színésznő               | Színésznő                             | Szerep                              | Magyar cím            | Eredeti cím |
| 2000 7. gála         |                         |                                       |                                     |                       |             |
| -------------------- | ----------------------- | ------------------------------------- | ----------------------------------- | --------------------- | ----------- |
| 2000 7. gála         |                         | Judi Dench                            | Armande Voizin                      | Csokoládé             | Chocolat    |
| 2000 7. gála         | Kate Hudson             | Penny Lane                            | Majdnem híres                       | Almost Famous         |             |
| 2000 7. gála         | Frances McDormand       | Elaine Miller                         | Majdnem híres                       | Almost Famous         |             |
| 2000 7. gála         | Julie Walters           | Mrs. Wilkinson                        | Billy Elliot                        | Billy Elliot          |             |
| 2000 7. gála         | Kate Winslet            | Madeleine 'Maddy' LeClerc             | Sade márki játékai                  | Quills                |             |
| 2001 8. gála         |                         |                                       |                                     |                       |             |
|                      | Helen Mirren            | Mrs. Wilson                           | Gosford Park                        | Gosford Park          |             |
| Cate Blanchett       | Kate Wheeler            | Banditák                              | Bandits                             |                       |             |
| Judi Dench           | Agnis Hamm              | Kikötői hírek                         | The Shipping News                   |                       |             |
| Cameron Diaz         | Julianna 'Julie' Gianni | Vanília égbolt                        | Vanilla Sky                         |                       |             |
| Dakota Fanning       | Lucy Dawson             | Nevem Sam                             | I Am Sam                            |                       |             |
| 2002 9. gála         |                         |                                       |                                     |                       |             |
|                      | Catherine Zeta-Jones    | Velma Kelly                           | Chicago                             | Chicago               |             |
| Kathy Bates          | Roberta Hertzel         | Schmidt története                     | About Schmidt                       |                       |             |
| Julianne Moore       | Laura Brown             | Az órák                               | The Hours                           |                       |             |
| Michelle Pfeiffer    | Ingrid Magnussen        | Fehér leander                         | White Oleander                      |                       |             |
| Queen Latifah        | Matron 'Mama' Morton    | Chicago                               | Chicago                             |                       |             |
| 2003 10. gála        |                         |                                       |                                     |                       |             |
|                      | Renée Zellweger         | Ruby Thewes                           | Hideghegy                           | Cold Mountain         |             |
| Maria Bello          | Natalie Belisario       | A szerencseforgató                    | The Cooler                          |                       |             |
| Keisha Castle-Hughes | Paike Apirana           | A bálnalovas                          | Whale Rider                         |                       |             |
| Patricia Clarkson    | Joy Burns               | Hálaadás                              | Pieces of April                     |                       |             |
| Holly Hunter         | Melanie Freeland        | Tizenhárom                            | Thirteen                            |                       |             |
| 2004 11. gála        |                         |                                       |                                     |                       |             |
|                      | Cate Blanchett          | Katharine Hepburn                     | Aviátor                             | The Aviator           |             |
| Cloris Leachman      | Evelyn Wright           | Spangol – Magamat sem értem           | Spanglish                           |                       |             |
| Laura Linney         | Clara McMillen          | Kinsey                                | Kinsey                              |                       |             |
| Virginia Madsen      | Maya Randall            | Kerülőutak                            | Sideways                            |                       |             |
| Sophie Okonedo       | Tatiana Rusesabagina    | Hotel Ruanda                          | Hotel Rwanda                        |                       |             |
| 2005 12. gála        |                         |                                       |                                     |                       |             |
|                      | Rachel Weisz            | Tessa Quayle                          | Az elszánt diplomata                | The Constant Gardener |             |
| Amy Adams            | Ashley Johnsten         | Junebug                               | Junebug                             |                       |             |
| Catherine Keener     | Nelle Harper Lee        | Capote                                | Capote                              |                       |             |
| Frances McDormand    | Glory Dodge             | Kőkemény Minnesota                    | North Country                       |                       |             |
| Michelle Williams    | Alma Beers Del Mar      | Brokeback Mountain – Túl a barátságon | Brokeback Mountain                  |                       |             |
| 2006 13. gála        |                         |                                       |                                     |                       |             |
|                      | Jennifer Hudson         | Effie White                           | Dreamgirls                          | Dreamgirls            |             |
| Adriana Barraza      | Amelia Hernandez        | Bábel                                 | Babel                               |                       |             |
| Kikucsi Rinko        | Chieko Tati             | Bábel                                 | Babel                               |                       |             |
| Cate Blanchett       | Sheba Hart              | Egy botrány részletei                 | Notes on a Scandal                  |                       |             |
| Abigail Breslin      | Olive Hoover            | A család kicsi kincse                 | Little Miss Sunshine                |                       |             |
| 2007 14. gála        |                         |                                       |                                     |                       |             |
|                      | Ruby Dee                | Mama Lucas                            | Amerikai gengszter                  | American Gangster     |             |
| Cate Blanchett       | Jude Quinn              | I'm Not There – Bob Dylan életei      | I'm Not There                       |                       |             |
| Catherine Keener     | Jan Burres              | Út a vadonba                          | Into the Wild                       |                       |             |
| Amy Ryan             | Helene McCready         | Hideg nyomon                          | Gone Baby Gone                      |                       |             |
| Tilda Swinton        | Karen Crowder           | Michael Clayton                       | Michael Clayton                     |                       |             |
| 2008 15. gála        |                         |                                       |                                     |                       |             |
|                      | Kate Winslet            | Hanna Schmitz                         | A felolvasó                         | The Reader            |             |
| Amy Adams            | James nővér             | Kétely                                | Doubt                               |                       |             |
| Viola Davis          | Mrs. Miller             | Kétely                                | Doubt                               |                       |             |
| Penélope Cruz        | María Elena             | Vicky Cristina Barcelona              | Vicky Cristina Barcelona            |                       |             |
| Taraji P. Henson     | Queenie Jackson         | Benjamin Button különös élete         | The Curious Case of Benjamin Button |                       |             |
| 2009 16. gála        |                         |                                       |                                     |                       |             |
|                      | Mo’Nique                | Mary Lee Johnston                     | Precious – A boldogság ára          | Precious              |             |
| Penélope Cruz        | Carla Albanese          | Kilenc                                | Nine                                |                       |             |
| Vera Farmiga         | Alex Goran              | Egek ura                              | Up in the Air                       |                       |             |
| Anna Kendrick        | Natalie Keener          | Egek ura                              | Up in the Air                       |                       |             |
| Diane Kruger         | Bridget von Hammersmark | Becstelen brigantyk                   | Inglourious Basterds                |                       |             |

### 2010-es évek
| Év                 | Színésznő                  | Színésznő                                | Szerep                         | Magyar cím        | Eredeti cím |
| 2010 17. gála      |                            |                                          |                                |                   |             |
| ------------------ | -------------------------- | ---------------------------------------- | ------------------------------ | ----------------- | ----------- |
| 2010 17. gála      |                            | Melissa Leo                              | Alice Eklund-Ward              | A harcos          | The Fighter |
| 2010 17. gála      | Amy Adams                  | Charlene Fleming                         | A harcos                       | The Fighter       |             |
| 2010 17. gála      | Helena Bonham Carter       | Erzsébet királyné                        | A király beszéde               | The King's Speech |             |
| 2010 17. gála      | Mila Kunis                 | Lily                                     | Fekete hattyú                  | Black Swan        |             |
| 2010 17. gála      | Hailee Steinfeld           | Mattie Ross                              | A félszemű                     | True Grit         |             |
| 2011 18. gála      |                            |                                          |                                |                   |             |
|                    | Octavia Spencer            | Minny Jackson                            | A segítség                     | The Help          |             |
| Bérénice Bejo      | Peppy Miller               | The Artist – A némafilmes                | The Artist                     |                   |             |
| Jessica Chastain   | Celia Rae Foote            | A segítség                               | The Help                       |                   |             |
| Melissa McCarthy   | Megan Price                | Koszorúslányok                           | Bridesmaids                    |                   |             |
| Janet McTeer       | Hubert Page                | Albert Nobbs                             | Albert Nobbs                   |                   |             |
| 2012 19. gála      |                            |                                          |                                |                   |             |
|                    | Anne Hathaway              | Fantine                                  | A nyomorultak                  | Les Misérables    |             |
| Sally Field        | Mary Todd Lincoln          | Lincoln                                  | Lincoln                        |                   |             |
| Helen Hunt         | Cheryl Cohen-Greene        | A kezelés                                | The Sessions                   |                   |             |
| Nicole Kidman      | Charlotte Bless            | Az újságos fiú                           | The Paperboy                   |                   |             |
| Maggie Smith       | Muriel Donnelly            | Keleti nyugalom – Marigold Hotel         | The Best Exotic Marigold Hotel |                   |             |
| 2013 20. gála      |                            |                                          |                                |                   |             |
|                    | Lupita Nyong’o             | Patsey                                   | 12 év rabszolgaság             | 12 Years a Slave  |             |
| Jennifer Lawrence  | Rosalyn Rosenfeld          | Amerikai botrány                         | American Hustle                |                   |             |
| Julia Roberts      | Barbara Weston-Fordham     | Augusztus Oklahomában                    | August: Osage County           |                   |             |
| June Squibb        | Kate Grant                 | Nebraska                                 | Nebraska                       |                   |             |
| Oprah Winfrey      | Gloria Gaines              | A komornyik                              | The Butler                     |                   |             |
| 2014 21. gála      |                            |                                          |                                |                   |             |
|                    | Patricia Arquette          | Olivia Evans                             | Sráckor                        | Boyhood           |             |
| Keira Knightley    | Joan Clarke                | Kódjátszma                               | The Imitation Game             |                   |             |
| Emma Stone         | Sam Thomson                | Birdman avagy (A mellőzés meglepő ereje) | Birdman                        |                   |             |
| Meryl Streep       | A banya                    | Vadregény                                | Into the Woods                 |                   |             |
| Naomi Watts        | Daka Paramova              | St. Vincent                              | St. Vincent                    |                   |             |
| 2015 22. gála      |                            |                                          |                                |                   |             |
|                    | Alicia Vikander            | Gerda Wegener                            | A dán lány                     | The Danish Girl   |             |
| Rooney Mara        | Therese Belivet            | Carol                                    | Carol                          |                   |             |
| Rachel McAdams     | Sacha Pfeiffer             | Spotlight – Egy nyomozás részletei       | Spotlight                      |                   |             |
| Helen Mirren       | Hedda Hopper               | Trumbo                                   | Trumbo                         |                   |             |
| Kate Winslet       | Joanna Hoffman             | Steve Jobs                               | Steve Jobs                     |                   |             |
| 2016 23. gála      |                            |                                          |                                |                   |             |
|                    | Viola Davis                | Rose Maxson                              | Kerítések                      | Fences            |             |
| Naomie Harris      | Paula                      | Holdfény                                 | Moonlight                      |                   |             |
| Nicole Kidman      | Sue Brierley               | Oroszlán                                 | Lion                           |                   |             |
| Octavia Spencer    | Dorothy Vaughan            | A számolás joga                          | Hidden Figures                 |                   |             |
| Michelle Williams  | Randi Chandler             | A régi város                             | Manchester by the Sea          |                   |             |
| 2017 24. gála      |                            |                                          |                                |                   |             |
|                    | Allison Janney             | LaVona Golden                            | Én, Tonya                      | I, Tonya          |             |
| Mary J. Blige      | Florence Jackson           |                                          | Mudbound                       |                   |             |
| Hong Chau          | Ngoc Lan Tran              | Kicsinyítés                              | Downsizing                     |                   |             |
| Holly Hunter       | Beth Gardner               | Rögtönzött szerelem                      | The Big Sick                   |                   |             |
| Laurie Metcalf     | Marion McPherson           | Lady Bird                                | Lady Bird                      |                   |             |
| 2018 25. gála      |                            |                                          |                                |                   |             |
|                    | Emily Blunt                | Evelyn Abbott                            | Hang nélkül                    | A Quiet Place     |             |
| Amy Adams          | Lynne Cheney               | Alelnök                                  | Vice                           |                   |             |
| Margot Robbie      | I. Erzsébet angol királynő | Két királynő                             | Mary Queen of Scots            |                   |             |
| Emma Stone         | Abigail Masham             | A kedvenc                                | The Favourite                  |                   |             |
| Rachel Weisz       | Sarah Churchill            | A kedvenc                                | The Favourite                  |                   |             |
| 2019 26. gála      |                            |                                          |                                |                   |             |
|                    | Laura Dern                 | Nora Fanshaw                             | Házassági történet             | Marriage Story    |             |
| Scarlett Johansson | Rosie Betzler              | Jojo Nyuszi                              | Jojo Rabbit                    |                   |             |
| Nicole Kidman      | Gretchen Carlson           | Botrány                                  | Bombshell                      |                   |             |
| Margot Robbie      | Kayla Pospisil             | Botrány                                  | Bombshell                      |                   |             |
| Jennifer Lopez     | Ramona Vega                | A Wall Street pillangói                  | Hustlers                       |                   |             |

### 2020-as évek
| Év                 | Színésznő               | Színésznő                    | Szerep                             | Magyar cím                        | Eredeti cím |
| 2020 27. gála      |                         |                              |                                    |                                   |             |
| ------------------ | ----------------------- | ---------------------------- | ---------------------------------- | --------------------------------- | ----------- |
| 2020 27. gála      |                         | Jun Jodzsong                 | Szundzsa                           | Minari – A családom története     | Minari      |
| 2020 27. gála      | Marija Bakalova         | Tutar Sagdiyev               | Borat utólagos mozifilm            | Borat Subsequent Moviefilm        |             |
| 2020 27. gála      | Glenn Close             | Bonnie "Mamaw" Vance         | Vidéki ballada az amerikai álomról | Hillbilly Elegy                   |             |
| 2020 27. gála      | Olivia Colman           | Anne                         | Az apa                             | The Father                        |             |
| 2020 27. gála      | Helena Zengel           | Johanna Leonberger           | A kapitány küldetése               | News of the World                 |             |
| 2021 28. gála      |                         |                              |                                    |                                   |             |
|                    | Ariana DeBose           | Anita                        | West Side Story                    | West Side Story                   |             |
| Caitríona Balfe    | Ma                      | Belfast                      | Belfast                            |                                   |             |
| Cate Blanchett     | Dr. Lilith Ritter       | Rémálmok sikátora            | Nightmare Alley                    |                                   |             |
| Kirsten Dunst      | Anne                    | A kutya karmai közt          | The Power of the Dog               |                                   |             |
| Ruth Negga         | Clare Bellew            | A látszat ára                | Passing                            |                                   |             |
| 2022 29. gála      |                         |                              |                                    |                                   |             |
|                    | Jamie Lee Curtis        | Deirdre Beaubeirdre          | Minden, mindenhol, mindenkor       | Everything Everywhere All at Once |             |
| Angela Bassett     | Ramonda királyné        | Fekete Párduc 2.             | Black Panther: Wakanda Forever     |                                   |             |
| Hong Chau          | Liz                     | A bálna                      | The Whale                          |                                   |             |
| Kerry Condon       | Siobhán Súilleabháin    | A sziget szellemei           | The Banshees of Inisherin          |                                   |             |
| Stephanie Hsu      | Joy Wang / Jobu Tupaki  | Minden, mindenhol, mindenkor | Everything Everywhere All at Once  |                                   |             |
| 2023 30. gála      |                         |                              |                                    |                                   |             |
|                    | Da’Vine Joy Randolph    | Mary Lamb                    | Téli szünet                        | The Holdovers                     |             |
| Emily Blunt        | Kitty Oppenheimer       | Oppenheimer                  | Oppenheimer                        |                                   |             |
| Danielle Brooks    | Sofia                   | Bíborszín                    | The Color Purple                   |                                   |             |
| Penélope Cruz      | Laura Ferrari           | Ferrari                      | Ferrari                            |                                   |             |
| Jodie Foster       | Bonnie Stoll            | Nyad                         | Nyad                               |                                   |             |
| 2024 31. gála      |                         |                              |                                    |                                   |             |
|                    | Zoë Saldana             | Rita Mora Castro             | Emilia Pérez                       | Emilia Pérez                      |             |
| Monica Barbaro     | Joan Baez               | Sehol se otthon              | A Complete Unknown                 |                                   |             |
| Jamie Lee Curtis   | Annette                 | Az utolsó táncosnő           | The Last Showgirl                  |                                   |             |
| Danielle Deadwyler | Berniece                | A zongoraóra                 | The Piano Lesson                   |                                   |             |
| Ariana Grande      | Galinda "Glinda" Upland | Wicked                       | Wicked                             |                                   |             |

## Rekordok

### Többszörös győzelmek
2 győzelem
- Kate Winslet

### Többszörös jelölések
| 2 jelölés - Kathy Bates - Emily Blunt - Hong Chau - Viola Davis - Cameron Diaz - Sally Field - Holly Hunter - Frances McDormand - Helen Mirren - Margot Robbie - Octavia Spencer - Emma Stone - Rachel Weisz - Michelle Williams - Renée Zellweger | 3 jelölés - Jamie Lee Curtis - Judi Dench - Catherine Keener - Nicole Kidman - Julianne Moore - Penélope Cruz 4 jelölés - Amy Adams - Kate Winslet 5 jelölés - Cate Blanchett |

## Fordítás
- Ez a szócikk részben vagy egészben  a   Screen Actors Guild Award for Outstanding Performance by a Female Actor in a Supporting Role című angol Wikipédia-szócikk fordításán alapul.  Az eredeti cikk szerkesztőit annak laptörténete sorolja fel. Ez a jelzés csupán a megfogalmazás eredetét és a szerzői jogokat jelzi, nem szolgál a cikkben szereplő információk forrásmegjelöléseként.